# Desierto de Agafay
El desierto de Agafay (en árabe: صحراء أكفاي) es una zona semidesértica situada en Marruecos, a unos treinta kilómetros de la ciudad de Marrakech, que se extiende sobre varios cientos de hectáreas. Aunque la topografía de Agafay se asemeja a la de un desierto típico, como el Sáhara, no es un desierto en el verdadero sentido del término, sino más bien una extensión semidesértica de superficie reducida.
El desierto de Agafay desempeñó un papel importante en las antiguas rutas comerciales que conectaban Marrakech con otras regiones del Magreb. Fue un punto de paso estratégico para las caravanas que transportaban mercancías valiosas como oro y especias entre el Sahara y las ciudades del norte. Estas caravanas, integradas por comerciantes y camellos, facilitaron no solo el intercambio económico, sino también cultural e intelectual.
Hoy en día, el desierto de Agafay es un destino turístico popular.